# Божевільна на горищі
«Божевільна на горищі: Письменниця та Літературна уява XIX століття» (англ. The Madwoman in the Attic: The Woman Writer and the Nineteenth-Century Literary Imagination) — книга 1979 року Сандри Гілберт та Сьюзен Губар, в якій вони оглядають вікторіанську літературу з точки зору фемінізму. Назва книги походить від роману Джейн Ейр Шарлотти Бронте, в якому Рочестер утримував дружину (уроджену Берту Мейсон) на горищі.

## Текст
Текст окремо досліджує творчість Джейн Остін, Мері Шеллі, Шарлотти та Емілі Бронте, Джордж Еліот, Елізабет Баррет Браунінг, Крістіни Россетті та Емілі Дікінсон.
Авторки досліджують уявлення про те, що письменниці ХІХ століття писали своїх персонажок як втілення «ангела» або «монстра». У своїх міркуваннях Гілберт і Губар спираються на тезу Вірджинії Вулф про те, що жінки-письменниці повинні «вбити естетичний ідеал, через який вони самі були „вбиті“ в мистецтві».

## Феміністична критика
Праця викладена на більш ніж 700 сторінках і є одним із перших взірців феміністичної критики. Вперше опублікована в 1979 році, 2-ге видання — 2000 рік. Українською не видавалася.